# Сосна Монтесумы
Сосна́ Монтесу́мы, или бе́лая (лат. Pínus montezúmae) — дерево рода Сосна семейства Сосновые, известная своей очень длинной хвоей.

## Распространение и экология
В естественных условиях растёт в западных районах Северной Америки и Гватемале.

## Ботаническое описание

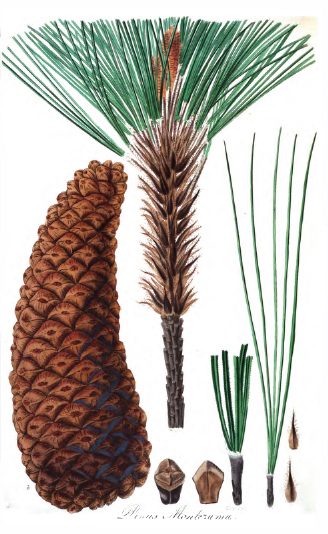
Сосна Монтесумы. Ботаническая иллюстрация из книги Ламберта Описание рода Сосна (Description of the Genus Pinus)

Дерево с округлой раскидистой кроной, вырастает до 30 м высотой.
Одна из самых длиннохвойных сосен. Обладает серовато-зелёной пониклой хвоей до 30 см длиной, хвоинки в пучках по 5 штук.
Конические шишки нередко достигают длины 25 см.

## Название
Название пошло, вероятно, от последнего вождя ацтеков Монтесумы.

## Значение и применение
Сосна Монтесумы выращивается во многих странах в зоне умеренного климата как декоративное растение.
Семена сосны Монтесумы — «орешки» — съедобны.

## Классификация
Ботаники описывают 2 разновидности сосны Монтесумы:
- Pinus montezumae var. montezumae
- Pinus montezumae var. gordoniana (Hartw. ex Gordon) Silba, 1990

Для очень полиморфной разновидности Pinus montezumae var. montezumae существует огромное количество синонимов. Многие из них принадлежат Рёцлю, который употребил их в своём каталоге мексиканской растительности 1857 года. Рёцль собирал растения, когда садоводы в Европе кидались на любую новинку и готовы были заплатить за неё большие деньги. Рёцль в угоду им привозил из каждой своей поездки «новые» виды, часто называя свои «открытия» именами известных европейских коллекционеров растений. Усилия Рёцля были одобрены европейскими ботаниками-таксономистами (в частности, Каррьером в 1867 году), пока Парлаторе не нашёл времени проверить коллекции Рёцля — все они оказались синонимичны семи уже известным видам. В частности, современная таксономия относит к синонимам Pinus montezumae var. montezumae такие — прежде считавшиеся самостоятельными — виды, как Pinus occidentalis Kunth 1817 non Sw. 1788, Pinus russelliana Lindl. 1839, Pinus montezumae var. lindleyi Loudon 1842, Pinus pseudostrobus Gordon 1858 non Lindl. 1839, Pinus montezumae f. macrocarpa Martínez 1948, Pinus montezumae var. mezambrana Carvajal 1986.
Разновидность Pinus montezumae var. gordoniana (Hartw. ex Gordon) Silba известна также, как вид Pinus gordoniana Hartw. ex Gordon 1847.